# 伊斯特贝格
伊斯特贝格是德国下萨克森州的一个市镇。总面积20.31平方公里，总人口589人，其中男性295人，女性294人（2011年12月31日），人口密度29人/平方公里。